# Ле-Сориньер
Ле-Сориньер (фр. Les Sorinières) — коммуна на западе Франции, находится в регионе Пеи-де-ла-Луар, департамент Атлантическая Луара, округ Нант, кантон Верту. Расположена в 9 км к югу от Нанта. Через территорию коммуны проходит национальная автомагистраль А83.
Население (2017) — 8 541 человек.

## Достопримечательности
- Бывшее аббатство Вильнёв, основанное в 1201 году и закрытое в 1791 году; в сохранившихся зданиях в 1977 году открыт гостиничный комплекс
- Церковь Нотр-Дам
- Менгиры Фо и Ла-От-Ланд

## Экономика
Структура занятости населения:
- сельское хозяйство — 3,7 %
- промышленность — 10,1 %
- строительство — 12,7 %
- торговля, транспорт и сфера услуг — 57,6 %
- государственные и муниципальные службы — 15,9 %

Уровень безработицы (2016 год) — 8,6 % (Франция в целом — 14,1 %, департамент Атлантическая Луара — 11,9 %). 

Среднегодовой доход на 1 человека, евро (2016 год) — 22 845 (Франция в целом — 20 809, департамент Атлантическая Луара — 21 548).

## Демография
Динамика численности населения, чел.

## Администрация
Пост мэра Ле-Сориньера с 2018 года занимает член Социалистической партии Кристель Скюотто (Christelle Scuotto). На муниципальных выборах 2020 года возглавляемый ею левый блок одержал победу в 1-м туре, получив 54,55 % голосов.
| Период | Период | Фамилия          | Партия                             | Примечания               |
| ------ | ------ | ---------------- | ---------------------------------- | ------------------------ |
| 1971   | 1977   | Жоашим Марнье    |                                    |                          |
| 1977   | 1993   | Луи Бартра       |                                    |                          |
| 1993   | 2001   | Шанталь Куо      | Объединение в поддержку Республики |                          |
| 2001   | 2018   | Кристиан Кутюрье | Социалистическая партия            | профессор физики и химии |
| 2018   |        | Кристель Скюотто | Социалистическая партия            | социальный работник      |